# Список эпизодов телесериала «Звёздные врата: Вселенная»
Ниже приведен список и описание эпизодов американо-канадского научно-фантастического телевизионного сериала «Звёздные врата: Вселенная». Сериал выходил на экраны со 2 октября 2009 года по 9 мая 2011 года.

## Обзор
| Сезон | Сезон   | Кол-во эпизодов | Премьера                                     | Выход на DVD (R1) |
| ----- | ------- | --------------- | -------------------------------------------- | ----------------- |
|       | 1 сезон | 20              | 2 октября 2009—11 июня 2010 (Телеканал Syfy) | 5 октября 2010    |
|       | 2 сезон | 20              | 28 сентября 2010—2011 (Телеканал Syfy)       | 31 мая 2011       |

## Сезон 1 (2009—2010)
| Номер | Название и краткое содержание | Дата премьеры   |  |
| ----- | --- | --------------- |  |
| 1.01  | «Воздух (Часть 1)» (англ. Air, Part 1) Несколько лет учёные с Земли пытались выяснить предназначение девятисимвольного адреса, который был обнаружен в базе данных Атлантиды. С помощью новичка Илая им удалось понять, как набрать его. Первая попытка открыть врата не удалась. И им приходится потратить полгода чтобы решить проблему с набором девятого шеврона. Но неожиданно Илаю приходит на ум решение проблемы. И в то время на секретную базу «Икар» совершается нападение… Из-за угрозы взрыва планеты весь военный и гражданский персонал эвакуируется. Но не на Землю… На «Судьбу» — корабль Древних, бороздящий просторы вселенной в миллиардах световых лет от Земли на протяжении нескольких миллионов лет. | 2 октября 2009  |  |
|       | |                 |  |
| 1.02  | «Воздух (Часть 2)» (англ. Air, Part 2) Спустя некоторое время новоиспеченному экипажу «Судьбы» становится ясно, что системы жизнеобеспечения корабля за тысячи лет его существования пришли в негодность. Причём, найти и устранить неполадки нужно в кратчайшие сроки, ведь в любой момент эти системы могут отказать… | 2 октября 2009  |  |
|       | |                 |  |
| 1.03  | «Воздух (Часть 3)» (англ. Air, Part 3) Команда попадает через врата на пустынную планету, чтобы найти известь, так необходимую для ремонта систем жизнеобеспечения судна. Вся проблема в том, что на это у них мало времени и нет нужных технологий… | 9 октября 2009  |  |
|       | |                 |  |
| 1.04  | «Тьма (Часть 1)» (англ. Darkness) Запасы энергии на корабле крайне малы. Все системы корабля начинают отказывать одна за другой. Когда уже начинает казаться, что всё потеряно, «Судьба» неожиданно изменяет свой курс и прокладывает его к трём планетам. Одна из них может быть пригодна для жизни…После прохождения атмосферы одной из планет «Судьба» берёт курс на столкновение со звездой… | 16 октября 2009 |  |
|       | |                 |  |
| 1.05  | «Свет (Часть 2)» (англ. Light) «Судьба» берёт курс на столкновение со звездой… В спешке разрабатывается план покинуть судно с помощью последнего рабочего шаттла. Однако в шаттле есть место только на семнадцать человек. Теперь лотерея определит, кто сможет выжить… | 23 октября 2009 |  |
|       | |                 |  |
| 1.06  | «Вода» (англ. Water) На «Судьбе» запасы воды на исходе, так как её кто-то крадёт. Открылся доступ на ледяную планету, где команда должна набрать воды, чтобы пополнить свои запасы… | 30 октября 2009 |  |
|       | |                 |  |
| 1.07  | «Земля» (англ. Earth) Янг, Илай и Хлоя используют Коммуникационное устройство Древних для связи с Землёй… Телфорд принимает командование на себя в то время, как Вилльямс и O’Нилл информируют троицу о потенциально опасном плане, который может вернуть команду «Судьбы» обратно на Землю. | 6 ноября 2009   |  |
|       | |                 |  |
| 1.08  | «Время» (англ. Time) В ходе миссии на планете с джунглями экипаж обнаруживает КИНО из будущего, которое предсказывает их смерть от опасного заболевания. Однако, несмотря на эти знания, поиск способа остановить болезнь оказывается проблематичным. | 13 ноября 2009  |  |
|       | |                 |  |
| 1.09  | «Жизнь» (англ. Life) Раш нашёл сведения о планете в базе данных, которое может помочь им вернуться домой. Лейтенант Скотт и Камилла навещают своих возлюбленных при помощи камней Древних. | 20 ноября 2009  |  |
|       | |                 |  |
| 1.10  | «Правосудие» (англ. Justice) Полковник Янг слагает с себя полномочия в пользу Камиллы Рэй после того, как член команды был найден застреленным из оружия, которое было найдено в каюте полковника. Тем временем Рашу удаётся получить доступ к интерфейсу Древних. | 4 декабря 2009  |  |
|       | |                 |  |
| 1.11  | «Космос (Часть 1)» (англ. Space (Part 1)) Используя камни, Янг случайно оказывается на инопланетном корабле и затем также внезапно возвращается на «Судьбу». Никто ему не верит, считают, что у него были галлюцинации. Затем «Судьба» выходит из сверхсветовой скорости и оказывается рядом с инопланетным кораблем. Команда «Судьбы» пытается с ним связаться, и они отвечают… огнём по «Судьбе». | 2 апреля 2010   |  |
|       | |                 |  |
| 1.12  | «Раскол (Часть 2)» (англ. Divided (Part 2)) Гражданский персонал на борту «Судьбы» приходит к решению, что они больше не обязаны подчиняться приказам военных. После этого им приходится забаррикадироваться, чтобы защитить себя от силового воздействия. | 9 апреля 2010   |  |
|       | |                 |  |
| 1.13  | «Вера» (англ. Faith) «Судьба» останавливается около неизвестной звезды, её нет в базе данных и Раш предполагает, что эта звёздная система могла быть кем-то создана. Вокруг звезды вращается всего одна планета, похожая на Землю, на неё отправляют команду на шаттле чтобы пополнить запасы еды и лекарств. Проходит месяц и часть экипажа решает остаться на этой планете и ждать помощи от могущественных создателей новой звёздной системы. | 16 апреля 2010  |  |
|       | |                 |  |
| 1.14  | «Человек» (англ. Human) Эпизод сосредоточен на Николасе Раше, который рискует жизнью в эксперименте с корабельным компьютером. Во время эксперимента Раш вынужден переживать тяжёлые моменты своей жизни. В воспоминаниях появляется его смертельно больная жена Глория Раш и доктор Дэниел Джексон. Одновременно Скотт, Грир, Илай и Хлоя отправляются на исследование планеты с обилием заброшенных каменных строений — признаком вымершей или разрушенной цивилизации. Спустившись в подземный тоннель, команда оказывается в ловушке в результате обвала, засыпавшего вход. «Судьба» улетела. | 23 апреля 2010  |  |
|       | |                 |  |
| 1.15  | «Потерянные» (англ. Lost) Команда во главе с Рашем и Джеймс отправляется с «Судьбы» на поиски. В это время Грир оказывается погребённым заживо под грудой камней. Илай, Хлоя и Скотт вынуждены признать его погибшим. Они выбираются из туннеля и отправляются через врата на следующую планету, пытаясь догнать «Судьбу», которая скоро покинет эту галактику навсегда. Гриру удаётся спастись, но он не может открыть врата без наборного устройства и теперь только надеется, что друзья вернутся за ним, что и происходит. Он предаётся воспоминаниям о детстве с жестоким отцом-ветераном и любящей матерью. Илай, Хлоя и Скотт не успевают вернуться на «Судьбу».                                                      | 30 апреля 2010  |  |
|       | |                 |  |
| 1.16  | «Саботаж» (англ. Sabotage) Раш вычисляет, что «Судьба» не долетит на сверхсветовой скорости до следующей галактики и впадёт в дрейф. Эксперт по гипердвигателям Аманда Перри, которую в прошлом знал Раш, прибывает на «Судьбу», используя коммуникационные камни. Корабль выходит из сверхсветовой из-за взрыва двигателя и Илаю, Хлое и Скотту удаётся вернуться через врата. | 7 мая 2010      |  |
|       | |                 |  |
| 1.17  | «Боль» (англ. Pain) Когда команда начинает страдать от галлюцинаций, побуждаемых собственными страхами, ТиДжей изолирует заболевших и пытается найти причину заболевания. Она находит клещей на теле заболевших. Болезнь постепенно распространяется, подвергая опасности жизни членов экипажа. Заболевшая Хлоя видит своего погибшего отца и не хочет лечиться. | 14 мая 2010     |  |
|       | |                 |  |
| 1.18  | «Диверсия» (англ. Subversion) Раш видит во сне как Телфорд шпионит для Люцианского союза. У него остались остаточные воспоминания после использования комуникационных камней, когда он менялся с Телфордом сознанием. Раш и Полковник Янг разрабатывают план. Николас Раш на Земле выдает себя за Телфорда, но его разоблачают и похищают. Люцианский союз хочет чтобы Раш помог им открыть девятый шеврон ведущий на «Судьбу». | 21 мая 2010     |  |
|       | |                 |  |
| 1.19  | «Вторжение (Часть 1)» (англ. Incursion. Part 1) Коммандор Кива (женщина) из Люцианского союза захватывает «Судьбу» и берёт в заложники часть экипажа корабля. | 4 июня 2010     |  |
|       | |                 |  |
| 1.20  | «Вторжение (Часть 2)» (англ. Incursion. Part 2) Большая часть экипажа по-прежнему в заложниках. Илай и Хлоя прячутся в неисследованной части корабля, где почти нет жизнеобеспечения. Ситуация осложняется тем, что «Судьба» вышла из гиперпространства рядом с пульсаром, чьей радиации щиты скоро не выдержат. Телфорд тайно пытается передать управление кораблём Рашу, но это видит Кива, и они стеляют друг в друга. | 11 июня 2010    |  |

## Сезон 2 (2010—2011)
| Номер | Название и краткое содержание | Дата премьеры    |  |
| ----- | --- | ---------------- |  |
| 2.01  | «Вмешательство (Часть 3)» (англ. Intervention. Part 3) Кива мертва, но люциане не догадываются, что Телфорд их предал. Всех заложников отправляют на ближайшую планету, пригодную для жизни. А Скот и Гриер пытаются вернуть корабль. Лейтенант Йохансон ранена и видит галлюцинации, что она со своим ребенком на планете в искусственной солнечной системе, где ранее осталась часть экипажа. | 28 сентября 2010 |  |
|       | |                  |  |
| 2.02  | «Последствия» (англ. Aftermath) Раш находит мостик «Судьбы» и доступ к управлению всеми системами, но никому не говорит об этом. Он видит что «Судьба» пролетает рядом с какой-то планетой и выводит её из сверхсветовой скорости. Запасы еды и воды приближаются к концу. Принято решение отправить шаттл к нестабильной планете, звёздные врата которой заблокированы. При посадке шаттл терпит аварию. | 5 октября 2010   |  |
|       | |                  |  |
| 2.03  | «Пробуждение» (англ. Awakenings) «Судьба» прокладывает курс к кораблю схожего с ней дизайна, который дрейфует в космосе, это установщик врат. Паника переходит в любопытство, когда корабли успешно стыкуются друг с другом. Назначив Раша и Илая изучать данные, полковник Янг отправляет команду на разведку. Анализ данных показывает, что энергии другого корабля может хватить для открытия врат на Землю. Но во время передачи энергии на борту этого корабля экипаж обнаруживает расу инопланетян — Урсини. | 12 октября 2010  |  |
|       | |                  |  |
| 2.04  | «Патоген» (англ. Pathogen) Камила отправляется на свидание со своей женой, Шерон. Тем временем Илай навещает заболевшую мать. А Хлоя начинает странно себя вести. | 19 октября 2010  |  |
|       | |                  |  |
| 2.05  | «Кловердейл» (англ. Cloverdale) Команда «Судьбы» снова сталкивается с опасными тварями. На планете с вратами команда попала в засаду живых растений, которые инфицировали лейтенанта Скотта своими спорами, отчего он потерял сознание и погрузился в некую иллюзию своего мозга, в которой весь экипаж «Судьбы» — обычные «гражданские», живущие в городке Кловердейл на Земле. Скотта удаётся излечить кровью Хлои, заражённой инопланетным патогеном. | 26 октября 2010  |  |
|       | |                  |  |
| 2.06  | «Пробы и ошибки» (англ. Trial and Error) Полковника Янга посещает видение: в нём «Судьбу» уничтожают те же самые инопланетяне, которые взяли в плен доктора Раша и Хлою. Уверенный в возможности такого исхода, он приказывает учёным привести в порядок вооружение корабля, а команде — быть готовой. Немного позже полковник Янг признаётся Рей в том, что опасается, что он сходит с ума. Но когда «Судьба» выходит из сверхсветовой скорости, Скотт и Илай начинают подозревать, что видения полковника могут стать ключом к управлению навигационными системами корабля. | 2 ноября 2010    |  |
|       | |                  |  |
| 2.07  | «Благие намерения» (англ. The Greater Good) «Судьба» сталкивается с повреждённым кораблем, блуждающим в космосе. Раш надеется, что корабль исследуют, чтобы найти какие-нибудь данные или технологии. Не имея на борту шаттла, Янг и Раш должны проделать опасный путь к кораблю в скафандрах. Попав внутрь корабля, они обнаруживают пустые контейнеры, такие же, которые они видели на установщике врат. Как только Раш получает доступ к жизненному обеспечению и управлению энергией, двигатели корабля внезапно включаются, и корабль отлетает прочь от «Судьбы». У неизвестного корабля истощены энергетические ресурсы, корабли безнадежно разделились. Не желая никому говорить, что у него есть доступ к управлению кораблем, Раш объявляет, что он работает над программой, которая позволит включать подруливающие двигатели «Судьбы». Из-за сложности самой программы Раш делает предположение, что Аманда Перри смогла бы ему помочь. Как только она оказывается на борту с помощью коммуникационных камней, Раш сообщает ей о своём успехе с мастер-кодом «Судьбы» и приводит её на мостик. С помощью Раша Перри удаётся подвести «Судьбу» назад к неисправному кораблю. Но когда Илай докапывается до их плана, раскрывается его большой секрет. | 9 ноября 2010    |  |
|       | |                  |  |
| 2.08  | «Злой умысел» (англ. Malice) Гинн использует «камни». Поменявшись телами с Амандой Перри, она продолжает давать информацию Командованию Земли о надвигающейся атаке Люсианского Союза на Землю. Подозревая, что она даёт правдивую информацию, Симеон убивает своего охранника и пытается достать Гинн, чтобы заставить её замолчать. Взяв Парк в заложницы, Симеон заставляет Волкера открыть врата на планету и сбегает. Когда Раш находит безжизненное тело Гинн, он понимает, что это означает для Аманды Перри. Он отправляется через врата на планету, куда сбежал Симеон, и объявляет вендетту. Увы, Командование Земли подозревает, что Симеон много знает и может дать информацию, которая могла бы помочь в предотвращении нападения люсианцев на Землю. Поэтому они приказывают доставить его живым. Янг должен послать Скотта и Грира, чтобы вернуть Симеона прежде, чем тот убьёт Раша или погибнет сам. | 16 ноября 2010   |  |
|       | |                  |  |
| 2.09  | «Визит» (англ. Visitation) Неожиданные гости навещают экипаж «Судьбы». К кораблю пристыковался полностью восстановленный (до первоначального состояния) шаттл с людьми, оставленными на планете в другой галактике (13-я серия первого сезона). Их с опаской принимают на борт, где они рассказывают, что заснули в сломанном шаттле на планете, а проснулись уже рядом с «Судьбой». Некоторое время спустя все эти люди начали поочередно умирать так, как они уже умерли на той планете. | 23 ноября 2010   |  |
|       | |                  |  |
| 2.10  | «Возрождение» (англ. Resurgence. Part 1) Команда продолжает учиться управлению «Судьбой». Запеленговав необычный сигнал, Раш добивается разрешения Янга отклониться от курса и исследовать его источник. Они обнаруживают множество обломков кораблей — как будто следы древней битвы. Не видя опасности, команда Скотта отправляется на исследовательскую миссию. Тем временем Илай пытается создать компьютерную модель битвы и в итоге приходит к выводу, что обломки — совсем не то, чем кажутся. Экипаж «Судьбы» сталкивается с беспилотными дронами — машинами, запрограммированными уничтожать любые инопланетные технологий. Они нападают на «Судьбу». В разгар боя появляется установщик врат с Телфордом и Урсини на борту. | 30 ноября 2010   |  |
|       | |                  |  |
| 2.11  | «Вердикт» (англ. Deliverance. Part 2) После помощи от Урсини, экипаж должен продолжить бой с инопланетными дронами, хотя бы для спасения себя. Хлоя вызвала враждебных пришельцев из предыдущей галактики, они отвлекли на себя часть нападавших. После долгого сражения командующий корабль врага был уничтожен, а дроны «застыли». Урсини связались со своей планетой и узнали, что она уничтожена дронами, но их сигнал был перехвачен и скоро прилетит вторая волна беспилотников. Пока есть время, Илай предлагает изучать один из застывших дронов. Пришельцы из предыдущей галактики получают помощь от «Судьбы», в обмен они вылечивают Хлою. Урсини пожертвовали собой, чтобы дать время спастись «Судьбе». | 7 марта 2011     |  |
|       | |                  |  |
| 2.12  | «Двойные судьбы» (англ. Twin Destinies) На «Судьбе» оказывается Раш из будущего, чтобы убедить экипаж не делать роковую ошибку. Никто, включая более молодого двойника, ему не верит. Выясняется, что Илай из будущего (12 часов) нашёл способ набрать адрес Земли во время подзарядки корабля от звезды, но всё пошло не так, как планировалось, и «Судьба» потеряла щит и двигатели, медленно падая в звезду. Только Раш и Телфорд спаслись. В нашем времени экипаж набрал адрес «Судьбы» из будущего и взял у неё детали для ремонта. | 14 марта 2011    |  |
|       | |                  |  |
| 2.13  | «Союзы» (англ. Alliances) Раш обнаруживает послание Древних, которому миллионы лет. Из этого послания он получает информацию, способную изменить представления людей о Вселенной. Для оценки его выводов с Земли прибывает доктор Ковел, который никогда не воспринимал всерьёз ценность баз данных Древних. Вместе с ним на «Судьбу» перемещается сенатор Майклс, которая должна оценить будущий потенциал миссии. Неожиданно жизнь обоих гостей оказывается под угрозой, и это приводит к серьёзным последствиям. На Землю напал Люцианский Союз. | 21 марта 2011    |  |
|       | |                  |  |
| 2.14  | «Надежда» (англ. Hope) Погибшая Гинн появляется в теле Хлои через коммуникационные камни, создавая дилемму для Элая и Раша. Через какое-то время там же появляется Аманда. Тем временем Грир становится донором почки, после того, как ТиДжей диагностирует у Волкера последнюю стадию почечной недостаточности. | 28 марта 2011    |  |
|       | |                  |  |
| 2.15  | «Захват» (англ. Seizure) Командование Земли пытается убедить союзников, что, возможно, к ним проник агент Люсианского Союза, который попытается использовать залежи наквадрии для набора адреса «Судьбы». Тем временем доктор Раш застрял в симуляции, которую создала Аманда Перри. | 4 апреля 2011    |  |
|       | |                  |  |
| 2.16  | «Охота» (англ. The Hunt) Во время исследования планеты на отряд нападает неизвестное существо, которое похищает Тамару и капрала Рейнолдса. Раш, Элай и Броди находят на «Судьбе» каюты с камерами стазиса. | 11 апреля 2011   |  |
|       | |                  |  |
| 2.17  | "Общее происхождение " (англ. Common Descent) Экспедиция обнаруживает выживших межпланетной экспедиции, которые утверждают, что их цивилизация — Новус — была основана две тысячи лет назад экипажем «Судьбы». | 18 апреля 2011   |  |
|       | |                  |  |
| 2.18  | «Эпилог» (англ. Epilogue) Вернув поселенцев на их родную планету, земляне обнаруживают, что Новус находится на краю сейсмического разрушения. | 25 апреля 2011   |  |
|       | |                  |  |
| 2.19  | «Блокада» (англ. Blockade) Инопланетные дроны становятся причиной блокады, вследствие которой Судьба теряет энергию и вынуждена подзаряжаться от звезды настолько горячей, что это может уничтожить корабль. | 2 мая 2011       |  |
|       | |                  |  |
| 2.20  | «Вызов» (англ. Gauntlet) Командные корабли блокировали доступ ко всем звездам, кроме того, нельзя отправиться на планету через Врата, поскольку это привлечет внимание дронов. «Судьба» должна принять бой или дрейфовать в космосе. | 9 мая 2011       |  |
|       | |                  |  |

## Веб-эпизоды
| Кино 1  | «Катись отсюда» (англ. Get Outta Here) Элая интересуют не только девушки, но и полковник Янг…                                                                                   |  |  |
|         | |  |  |
| Кино 2  | «Определённо не узел связи» (англ. Not The Com Lab) Элай осваивается на «Судьбе», но иногда ещё путает узел связи с медчастью.                                                  |  |  |
|         | |  |  |
| Кино 3  | «Неизвестная каюта» (англ. No Idea) Элай, исследуя корабль, натыкается на каюту, в которой до сих пор ещё не бывал. И у него нет соображений, для чего эта каюта предназначена. |  |  |
|         | |  |  |
| Кино 4  | «Зал Звёздных врат» (англ. The Stargate Room) Элай снимает с помощью КИНО зал Звёздных врат.                                                                                    |  |  |
|         | |  |  |
| Кино 5  | «Каюта Элая» (англ. Eli's Room) Элай снимает с помощью КИНО свою каюту. |  |  |
|         | |  |  |
| Кино 6  | «Не поощряй его» (англ. Don't Encourage Him) Пока лейтенант Скотт путается в своих девушках, сержант Грир рассказывает Илаю об интересных перспективах.                         |  |  |
|         | |  |  |
| Кино 7  | «Беседа в коридоре» (англ. Corridor Conversation) Элай шпионит за лейтенантом Скоттом и Хлоей.                                                                                  |  |  |
|         | |  |  |
| Кино 8  | «Метка на люке» (англ. Marked Hatch) Элай рассказывает об одном из люков, который ведёт к повреждённому отсеку.                                                                 |  |  |
|         | |  |  |
| Кино 9  | «Сюда нельзя» (англ. Not Supposed To Be In Here) Элай с помощью КИНО снимает один из шаттлов.                                                                                   |  |  |
|         | |  |  |
| Кино 10 | «Никому это неинтересно» (англ. Nobody Cares) Элай интервьюирует Хлою. |  |  |
|         | |  |  |
| Кино 11 | «Гонки на КИНО» (англ. Kino Race) Райли и Элай устраивают гонки на КИНО. |  |  |
|         | |  |  |
| Кино 12 | «КИНО под майкой» (англ. Covered Kino) Лейтенант Джеймс накрывает КИНО, наблюдавшее за ней в душевой каюте, майкой.                                                             |  |  |
|         | |  |  |
| Кино 13 | «Разнообразие» (англ. Variety) Химическая промышленность «Судьбы» начинает выпуск искусственных ароматизаторов.                                                                 |  |  |
|         | |  |  |
| Кино 14 | «Как ты?» (англ. You Okay?) Хлоя и Мэтт обсуждают неудавшееся возвращение домой.                                                                                                |  |  |
|         | |  |  |
| Кино 15 | «Дурацкий вид?» (англ. Do I Look Stupid?) Райли и Броди учатся работать в скафандрах, вспоминая первого американского астронавта Алана Шепарда.                                 |  |  |
|         | |  |  |
| Кино 16 | «Всё Телфорд виноват» (англ. All Telford's Fault) Лиза Парк и Адам Броди общаются сразу после несчастного случая с Хантером Райли.                                              |  |  |
|         | |  |  |
| Кино 17 | «Что за лампочка?» (англ. What's That Light?) Грир и Скотт слушают рассуждения Парк и Броди о военных и мартышках.                                                              |  |  |
|         | |  |  |
| Кино 18 | «Выносит мозг» (англ. New Kind of Crazy) Илай и Мэтт рассказывают о событиях после финала эпизода 1.08 — «Время».                                                               |  |  |
|         | |  |  |
| Кино 19 | «Никто не гонится» (англ. Only Run When Chased) Оказывается, Скотта обмануть ничуть не сложнее, чем наивного несмышлёного ребёнка.                                              |  |  |
|         | |  |  |
| Кино 20 | «Давай, я его расколочу?» (англ. Want Me To Bust Him Up?) История о том, как Лиза Парк и одна из её «книг» нашли друг друга.                                                    |  |  |
|         | |  |  |
| Кино 21 | «Огрызок от яблока» (англ. The Apple Core) В науке важны не только результаты, но и «правильные» названия. «Как вы лодку назовёте, так она и поплывёт».                         |  |  |
|         | |  |  |
| Кино 22 | «Не только для потомков» (англ. Not Just For Posterity) Послание Лизы Парк родным или потомкам превращается в порно.                                                            |  |  |
|         | |  |  |
| Кино 23 | «Мы же добровольцы» (англ. We Volunteer To Do This) Илай расспрашивает рядового Келли о скользких вопросах обмена телами.                                                       |  |  |
|         | |  |  |
| Кино 24 | «Как я ждал» (англ. Wait For It) О том, как Броди покрылся багрянцем, и не только от злости. Но вовсе не от стыда, хоть и стоило бы — в процессе подглядывания за голым Райли.  |  |  |
|         | |  |  |
| Кино 25 | «К чёрту сэров» (англ. Drop The Sirs) Лейтенант Скотт оправдывается перед Гриром за то, что бросил его под завалами.                                                            |  |  |
|         | |  |  |
| Кино 26 | «Объятья» (англ. Like a Hug) Ти Джей и доктор Парк обсуждают отношения Раша с доктором Перри.                                                                                   |  |  |